# Lekkoatletyka na Letnich Igrzyskach Olimpijskich 1924 – bieg przełajowy drużynowo mężczyzn
Bieg przełajowy drużynowo mężczyzn – jedna z konkurencji lekkoatletycznych rozgrywanych podczas igrzysk olimpijskich w Paryżu. Zawody odbyły się 12 lipca 1924 roku.

## Wyniki
Wyniki zostały ustalone na podstawie wyników biegu indywidualnego jako suma punktów (za zajęte miejsca) trzech najlepszych zawodników z danego kraju.
| Pozycja | Zawodnicy         | Drużyna                                                                                | Punkty      | Łącznie |
| ------- | ----------------- | -------------------------------------------------------------------------------------- | ----------- | ------- |
| 1.      | Finlandia         | Paavo Nurmi Ville Ritola Heikki Liimatainen Väinö Sipilä Eino Rastas Eero Berg         | 1 2 8 DNF   | 11      |
| 2.      | Stany Zjednoczone | Earl Johnson Arthur Studenroth August Fager James Henigan John Gray Verne Booth        | 3 5 6 – DNF | 14      |
| 3.      | Francja           | Henri Lauvaux Gaston Heuet Maurice Norland Robert Marchal André Lauseig Lucien Dolquès | 4 7 9 DNF   | 20      |
| –       | Hiszpania         | Fabián Velasco Miguel Peña José Andía Jesús Diéguez Amador Palma Miguel Palau          | 13 14 DNF   | DNF     |
| –       | Wielka Brytania   | Ernest Harper Arthur Sewell John Benham Eddie Webster Joseph Williams                  | 4 DNF       | DNF     |
| –       | Szwecja           | Edvin Wide Sven Thuresson Sidon Ebeling Gösta Bergström                                | DNF         | DNF     |